# Montserrat García Riberaygua
Montserrat García Riberaygua (ur. 26 listopada 1989 w Andorra la Vella) – andorska kajakarka górska, olimpijka. Brała udział w igrzyskach w roku 2008 (Pekin). Nie zdobyła żadnych medali.

## Letnie Igrzyska Olimpijskie 2008 w Pekinie
| Konkurencja | I runda kwalifikacji | I runda kwalifikacji | II runda kwalifikacji | II runda kwalifikacji | Finał                  | Finał                  | Klas. końcowa |
| Konkurencja | Czas                 | Miejsce              | Czas                  | Miejsce               | Czas                   | Miejsce                | Klas. końcowa |
| ----------- | -------------------- | -------------------- | --------------------- | --------------------- | ---------------------- | ---------------------- | ------------- |
| Slalom K1   | 1:54,67              | 21.                  | 1:40,26               | 11.                   | → Nie awansowała dalej | → Nie awansowała dalej | 20.           |